# Claire Kaufman
Claire Christine Kaufman (* 10. Januar 1969 in Orange County, Kalifornien) ist eine US-amerikanische Set-Dekorateurin.

## Leben
Claire Kaufman wurde 1969 in Südkalifornien geboren und wuchs dort auch auf. Sie studierte an der University of California, San Diego Graphische Kunst. Nach dem College zog sie als 20-Jährige nach Los Angeles, wo sie eigentlich nur für einen Sommer in einem Modeladen arbeiten wollte. Zwei Bekannte engagierten sie als kreative Beraterin für ein Musikvideo. Danach arbeitete Kaufman für zehn Jahre an zahlreichen Musikvideos und Werbespots.
Ab Anfang der 1990er Jahre  folgten parallel erste Arbeiten als Set Dresser an H. P. Lovecrafts Necronomicon und als Künstlerische Leiterin an Filmen wie Leprechaun II – Der Killerkobold kehrt zurück, Das Geheimnis von Seacliff Inn und Terminal Force. Seit 1995 arbeitet sie als Set-Dekorateurin an Film- und Fernsehprojekten. Von 2009 bis 2016 dekorierte Kaufman mit ihrem Team die Sets von 140 Episoden der ABC-Krimiserie Castle.
Für die Ausstattung des Werbespots History of Sound für Apple Music wurde Kaufman bei den Art Directors Guild Award 2016 gemeinsam mit Jess Gonchor, Mayne Berke, Samantha Englender und Adam Khalid mit dem Excellence in Production Design Award in der Kategorie Short Format – Web Series, Music Video or Commercial ausgezeichnet.
Die Arbeit an der siebten Staffel der Anthologie-Serie American Horror Story brachte Kaufman 2018 eine Emmy-Nominierung in der Kategorie Outstanding Production Design For A Narrative Contemporary Program (One Hour Or More) ein.
Mit Jess Gonchor arbeitete Kaufman später auch am Szenenbild von Greta Gerwigs Historiendrama Little Women und Noah Baumbachs Mystery-Drama Weißes Rauschen.
2023 arbeitete Kaufman mit Szenenbildnerin Ruth De Jong an Christopher Nolans Historienfilm Oppenheimer. Ihre Arbeit an Oppenheimer brachten De Jong und Kaufman mehrere Nominierungen von Kritikervereinigungen und schließlich auch eine Nominierung für den Oscar für das Beste Szenenbild ein.
Sie ist Mitglied der Set Decorators Society of America (SDSA).
Kaufman ist Mutter zweier Kinder und lebt in Los Angeles.

## Filmografie (Auswahl)
Künstlerische Leiterin
- 1994: Leprechaun II – Der Killerkobold kehrt zurück (Leprechaun 2)
- 1994: Das Geheimnis von Seacliff Inn (The Haunting of Seacliff Inn, Fernsehfilm)
- 1995: Terminal Force (Galaxis)
- 1996: Gefahr aus dem Weltall 2 (It Came from Outer Space II, Fernsehfilm)

Set-Dekorateurin
- 1995: Geraubte Unschuld (Stolen Innocence, Fernsehfilm)
- 1997: Die Playboy-Falle (How to Be a Player)
- 1998: Gunshy – Aus Leidenschaft zum Mörder (Gunshy)
- 2000–2001: The Amanda Show (Fernsehserie, 5 Episoden)
- 2000–2005: All That (Fernsehserie, 25 Episoden)
- 2001–2002: The Nightmare Room (Fernsehserie, 12 Episoden)
- 2003: Grind – Sex, Boards & Rock’n’Roll (Grind)
- 2004: Drake & Josh (Fernsehserie, 13 Episoden)
- 2006: Grandma’s Boy
- 2004–2006: Unfabulous (Fernsehserie, 28 Episoden)
- 2006: 3 lbs. (Fernsehserie, 1 Episode)
- 2007: In Case of Emergency (Fernsehserie, 11 Episoden)
- 2007: Big Stan
- 2007: The News (Fernsehfilm)
- 2007: Hell on Earth (Fernsehfilm)
- 2008: Strange Wilderness
- 2008: Moonlight (Fernsehserie, 4 Episoden)
- 2008: The More Things Change… (Fernsehfilm)
- 2008–2009: Privileged (Fernsehserie, 16 Episoden)
- 2009–2016: Castle (Fernsehserie, 140 Episoden)
- 2010: Kindsköpfe (Grown Ups)
- 2011: Meine erfundene Frau (Just Go with It)
- 2017: Great News (Fernsehserie, 10 Episoden)
- 2017: Atypical (Fernsehserie, 2 Episoden)
- 2017: American Horror Story (Fernsehserie, 11 Episoden)
- 2018: Unsolved (Fernsehserie, 1 Episode)
- 2018: 9-1-1 (Fernsehserie, 10 Episoden)
- 2019: Little Women
- 2020: Dirty John (Fernsehserie, 8 Episoden)
- 2021: Bliss
- 2022: Hustle
- 2022: Weißes Rauschen (White Noise)
- 2023: Oppenheimer